# Hexatoma platysoma
Hexatoma platysoma là một loài ruồi trong họ Limoniidae. Chúng phân bố ở miền Cổ bắc.